# Макс Піч
Макс Рудольф Піч (нім. Max Rudolf Pietzsch; 26 жовтня 1885, Райнсберг — ?) — німецький військовий ветеринар, доктор ветеринарії (1927), генерал-майор ветеринарної служби вермахту (1 червня 1941).

## Біографія
В 1898-1906 роках навчався в реальній гімназії Фрайберга, після чого навчався на літньому семестрі 1906 року в Дрезденському вищому ветеринарному училищі. 5 жовтня 1906 року вступив в гусарському полку «фон Цітен» (Бранденбурзькому) №3 в Ратенові. 1 квітня 1907 року відряджений у військову школу в Берліні. З 1 жовтня 1907 по 20 листопада 1911 року навчався у Військовій ветеринарній академії в Берліні, після чого повернувся у військову школу в Берліні. 19 червня 1912 призначений у вестфальський уланський полк №5 в Дюссельдорфі, 2 серпня 1914 року — в дивізіон зв'язку 2-ї кавалерійської дивізії, потім — в бранденбурзький уланський полк №3 і польовий артилерійський полк №3 у Франкфурті-на-Одері, 4 червня 1915 року — у важкий артилерійський полк №17 в Данцигу, 17 травня 1920 року — в 3-й дивізіон артилерійського полку №1.
З 13 грудня 1920 року — табірний ветеринар військового полігону Аріс. З 18 жовтня 1921 року — головний ветеринар 1-го (прусського) автомобільного дивізіону в Кенігсберзі. В 1932 році направлений в 1-й (прусський) піхотний полк в Кенігсберзі. З 1936 року — головний ветеринар 4-го армійського корпусу в Дрездені. З 1939 року — головний ветеринарний офіцер при повноважному представникові вермахту при імперському протекторі Богемії і Моравії, одночасно головний ветеринар військового округу Богемії і Моравії. З 1 липня 1941 року — головний ветеринарний офіцер при головнокомандувачі військами в Остланді. З 15 грудня 1942 року — головний ветеринар 4-го військового округу. 1 лютого 1944 року відправлений в резерв 4-го військового округу. 30 квітня 1944 року звільнений у відставку.

## Нагороди
- Залізний хрест 2-го класу
- Почесний хрест ветерана війни з мечами (1934)
- Медаль «За вислугу років у Вермахті» 4-го, 3-го, 2-го і 1-го класу (25 років; 2 жовтня 1936) — отримав 4 нагороди одночасно.
- Медаль «У пам'ять 1 жовтня 1938 року»
- Хрест Воєнних заслуг 2-го і 1-го класу з мечами